# 陳欣怡
陈欣怡（1998年1月2日—），出生于上海市杨浦区，中华人民共和国游泳运动员，主攻短距离自由泳、蝶泳和混合泳。

## 生平

### 游泳启蒙
陈欣怡4岁开始学游泳。小学一年级时，父母带着小欣怡慕名来到浦东游泳队，把孩子交到陶璇教练手里，开始正规的游泳训练。到三年级时，陈欣怡的脚已长到37码。教练发现后非常惊讶，赶紧带着小欣怡去体科所做了骨龄预测身高测试，结果显示：小欣怡未来身高可达到1.75米左右。陶璇明白，这个小姑娘以后肯定是块练游泳的好料。陈欣怡跟着教练整整7年，游泳天赋也慢慢得以呈现。充满灵气、具有超强的打腿能力、技术动作全面、心理素质出色，这是陶璇教练对陈欣怡游泳初期的评定。小学时，陈欣怡就开始崭露头角，其间她共获得全国和上海比赛的86枚金牌。

### 师从名帅
2010年，一个偶然的机遇，陈欣怡走进了名帅金炜的视线，开始与奥运冠军刘子歌一起在金炜所在的山海关基地训练。
2013年，年仅15岁的陈欣怡在中华人民共和国第十二届全国运动会上一战成名，一举夺得50米自由泳、100米自由泳，4×100米自由泳、4×100米混合泳接力共4枚金牌和200米个人混合泳获银牌。 而在2014年的仁川亚运会上，又连夺50米自由泳、100米蝶泳和4×100米自由泳接力3枚金牌，并打破赛会纪录。 前国家游泳队总教练陈运鹏曾预言，陈欣怡会在不远的将来叱咤世界泳坛。

### 里约奥运和药检丑闻
2016年8月6日，陈欣怡赴巴西里约热内卢参加里约奥运会的女子100米蝶泳预赛和半决赛。8月7日，在该项目决赛中，陈欣怡排名第4，原计划她还将参加12日的50米自由泳预赛。但在8月7日里约奥组委实施的赛内药检中，陈欣怡被查出A瓶氢氯噻嗪阳性，已向国际奥委会提交了B瓶检测和召开听证会的申请。中国游泳协会表示已要求陈欣怡积极配合调查。8月18日，国际体育仲裁院正式确认陈欣怡在里约奥运会赛内兴奋剂检查氢氯噻嗪阳性为兴奋剂违规，并给予运动员取消里约奥运会资格的处罚。
2016年12月10日，国际泳联在瑞士洛桑对陈欣怡尿检呈阳性开出罚单，她将被禁赛两年，其禁赛期将持续到2018年8月10日。

### 个人纪录
| 项目         | 成绩    | 地点         | 日期          |
| ------------ | ------- | ------------ | ------------- |
| 50 米自由泳  | 24.53   | 2016年冠军赛 | 2016年4月10日 |
| 100 米自由泳 | 53.84   | 2013年全运会 | 2013年9月9日  |
| 100 米蝶泳   | 56.61   | 2014年亚运会 | 2014年9月23日 |
| 200 米混合泳 | 2.09.55 | 2013年全运会 | 2013年9月7日  |